# Yatarō Watase
Yatarō Watase (jap. 渡瀬 弥太郎, Watase Yatarō; * 10. Oktober 1960 in Rumoi) ist ein ehemaliger japanischer Skispringer.
Watase bestritt am 22. Januar 1984 sein einziges Weltcup-Springen. Auf der Großschanze in Sapporo wurde er 15. und gewann damit auch Weltcup-Punkte. Bei der Nordischen Skiweltmeisterschaft 1985 erreichte er auf der Großschanze den 34. Platz und wurde gemeinsam mit Masahiro Akimoto, Chiharu Nishikata und Akira Satō im Teamspringen Sechster.
Nach seiner aktiven Karriere wurde Watase Skisprungtrainer und ist Trainer der japanischen Damennationalteams.
Sein Sohn Yūta Watase und seine Tochter Ayumi Watase sind ebenfalls Skispringer.